# 古朴
古 朴（こ ぼく、生年不詳 - 1428年）は、明代の官僚・政治家。字は文質。本貫は開封府陳州宛丘県。

## 生涯
洪武年間、太学生として州県の田賦図籍を整理し、軍に属して刑事裁判の事務にあたった。自ら貧しい家の事情を述べ、官禄を得て母を養いたいと願い出た。洪武帝にこれを褒められ、工部主事に任じられた。母が死去すると、古朴は官に舟を支給されて帰郷した。喪が明けると、古朴は兵部主事に転じ、兵部郎中に累進した。1401年（建文3年）、兵部侍郎に抜擢された。
1402年（建文4年）、永楽帝が即位すると、古朴は戸部侍郎に転じた。1404年（永楽2年）、古朴は「先立って江西・湖広および蘇州・松江諸府の食糧を北京に輸送するよう詔令をうけましたが、いま長江流域では洪水の被害に苦しんでおり、輸送に困難をきたしております。しかるに北京周辺の諸州では豊作となっております。宝鈔を発行して役所に糧食の買い入れを増やさせ、南方からの運送を減らすようにいたしましょう」と上奏して、聞き入れられた。1406年（永楽4年）、北京の宮殿の建設のため、古朴は江西に派遣され、木材の伐採を監督した。労役に動員される民衆をいたわり、永楽帝に賞賛された。1409年（永楽7年）、永楽帝が北巡し、皇太子朱高熾が南京で監国をつとめた。古朴は南京に召還され、夏原吉を補佐して戸部の事務を担当した。1424年（永楽22年）8月、朱高熾（洪熙帝）が即位すると、古朴は南京通政使に転じた。1425年（洪熙元年）、戸部尚書に任じられ、畿内の田賦を監督した。1428年（宣徳3年）2月、在官のまま死去した。